# مسیه ۸۲
مسیه ۸۲ (یا ان‌جی‌سی ۳۰۳۴ یا کهکشان سیگار) یک کهکشان ستاره فشان است که در فاصله ۱۲ میلیون سال نوری و در صورت فلکی خرس بزرگ قرار دارد.

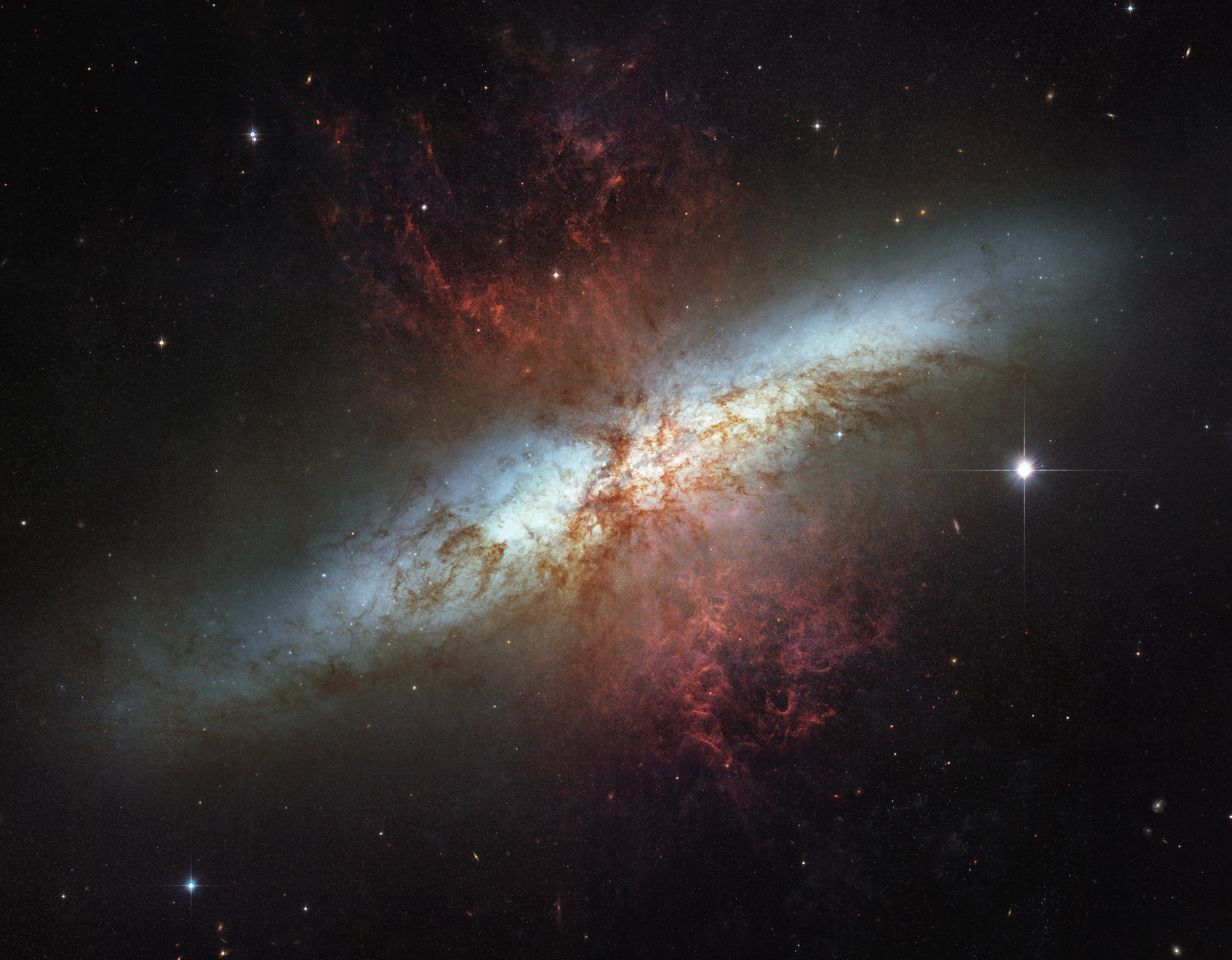
مسیه ۸۲

میدان‌های مغناطیسی کهکشان مسیه ۸۲ یا کهکشان سیگار به صورت خطوطی در نور مرئی ترکیبی فروسرخ که توسط تلسکوپ فضایی هابل ناسا و تلسکوپ فضایی اسپیتزر از این کهکشان ثبت شده، نشان داده شده‌اند. این کهکشان که در صورت فلکی خرس بزرگ واقع شده بسیار دیدنی است. بادهای ستاره‌ای که از ستاره‌های جدید داغ منتشر می‌شوند یک ابر باد کهکشانی را تشکیل می‌دهند که انبوهی از گاز داغ (رنگ قرمز) و هاله‌ای عظیم از گرد و غبار دودی (رنگ زرد / نارنجی) عمود بر کهکشان باریک (رنگ سفید) را منفجر می‌کند. محققان از داده‌های میدان مغناطیسی رصدخانه استراتوسفری اخترشناسی فروسرخ (Stratospheric Observatory for Infrared Astronomy) مشهور به SOFIA و ابزارهایی که به‌طور گسترده برای مطالعه فیزیک اطراف خورشید استفاده شده‌است، برای اندازه‌گیری قدرت میدان مغناطیسی ۲۰ هزار سال نوری در اطراف این کهکشان استفاده کردند. به نظر می‌رسد این میدان‌های مغناطیسی مانند باد خورشیدی در خورشید به‌طور نامحدود در فضای بین کهکشانی امتداد دارند که مطالعه آنها ممکن است به محققان در توضیح چگونگی حرکت گاز و گرد و غبار در فضایی بسیار دور از کهکشان کمک کند.